# Elmar Keutgen
Elmar Keutgen, né le 4 janvier 1948 à Eupen est un homme politique belge germanophone, membre du Christlich Soziale Partei.
Il est docteur en médecine (1973) et licencié en médecine sportive.
Médecin généraliste et dirige le Centre de Médecine sportive d'Eupen. 

## Fonctions politiques
- 2004-2009 : membre du parlement germanophone.
- 2001-2012 : bourgmestre d'Eupen